# Boels Ladies Tour 2019
De Boels Ladies Tour 2019 werd verreden van dinsdag 3 tot en met zondag 8 september in Nederland. Het was de 22e editie van de rittenkoers, die vanaf 2017 behoort tot de UCI Women's World Tour. De ronde telde zes etappes, inclusief een proloog. Titelverdedigster was Annemiek van Vleuten, die de laatste twee edities won. Deze editie werd gewonnen door de Luxemburgse Christine Majerus.
De proloog werd op dinsdag 3 september verreden op het Tom Dumoulin Bike Park in Sittard-Geleen. Wereldkampioene tijdrijden Annemiek van Vleuten maakte haar favorietenrol waar en won met zes seconden voor de Duitse Lisa Klein en zeven seconden voor Lucinda Brand. Tijdrijdster Ellen van Dijk kwam ten val en kon hierdoor geen goede tijd neerzetten. Ook in de eerste rit in lijn van Stramproy naar Weert kwamen rensters ten val, onder wie leidster Van Vleuten. In de lokale rondes werd vluchtster Ashleigh Moolman-Pasio gegrepen, waarna Nederlands kampioene Lorena Wiebes de massasprint won voor Kirsten Wild en Letizia Paternoster. Ook de derde dag werd er gereden in Limburg en ook in Gennep werd de massasprint gewonnen door Wiebes, die wederom Wild versloeg en meteen een dubbelslag sloeg, want ze nam ook de leiderstrui over. In de koninginnenrit over de Sallandse heuvelrug met start en finish in Nijverdal wist een kopgroep van vier renster het peloton voor te blijven. Lisa Klein won de sprint voor Amy Pieters, Lizzie Deignan en Amanda Spratt. Wiebes won de pelotonsprint, maar kwam twee seconden te laat, waardoor Klein de leiding overnam. In de vierde etappe van Arnhem naar Nijmegen kreeg vluchtster Sara Penton gezelschap van Franziska Koch, Riejanne Markus en even later kon ook Luxemburgs kampioene Christine Majerus aansluiten. De jonge Duitse neo-prof Koch wist haar medevluchtsters te verslaan in de sprint; Majerus nam met een halve minuut voorsprong de leiderstrui over van Klein. Tijdens deze etappe moest Van Dijk opgeven door een val waarbij ze haar bekken en bovenarm brak. De slotrit werd gekleurd door een lange solo van Malgorzata Jasinska. Toen zij gegrepen was, probeerden Brand en later Van Vleuten te ontsnappen, net als Roxane Knetemann in haar laatste dag in het peloton. De massasprint in Arnhem werd verrassend gewonnen door de jonge Italiaanse Chiara Consonni. Majerus werd eindwinnares, Wiebes won het punten- en jongerenklassement, Brand won de bolletjestrui en Wild werd winnares van de tussensprints. Met in totaal drie rensters in de top tien won Boels Dolmans het ploegenklassement.

## Teams
Er deden 17 ploegen mee aan deze editie. Van de 15 beste ploegen die automatisch een uitnodiging kregen, ontbrak enkel Alé Cipollini. Naast deze 14 andere ploegen, namen ook het Nederlandse Biehler Pro Cycling, het Noorse Hitec Products en de nationale selectie van Nederland deel.
Naast titelverdediger Annemiek van Vleuten, deed bij Mitchelton-Scott ook Amanda Spratt (vorig jaar zesde) mee. Boels Dolmans stuurde o.a. wereldkampioene Anna van der Breggen (derde) en Europees kampioene Amy Pieters (achtste). Namens Trek-Segafredo waren o.a. Ellen van Dijk (vorig jaar tweede) en Lizzie Deignan aanwezig. Bij CCC-Liv ontbrak Marianne Vos, maar deed wel Ashleigh Moolman-Pasio mee. Enkele andere favorieten voor etappezeges waren Kirsten Wild (WNT-Rotor), Lorena Wiebes (Parkhotel Valkenburg) en Lucinda Brand (Team Sunweb).
| Nrs.  | UCI-teams        |
| ----- | ---------------- |
| 1-6   | Mitchelton-Scott |
| 11-16 | Boels Dolmans    |
| 21-26 | Trek-Segafredo   |
| 31-36 | CCC-Liv          |
| 41-46 | Team Sunweb      |
| 51-56 | Canyon-SRAM      |
| 61-66 | WNT-Rotor        |
| 71-76 | Team Virtu       |

| Nrs.    | UCI-teams                          |
| ------- | ---------------------------------- |
| 81-86   | Valcar-Cylance                     |
| 91-96   | Movistar Team                      |
| 101-106 | Team Tibco                         |
| 111-116 | Parkhotel Valkenburg               |
| 121-126 | FDJ Nouvelle-Aquitaine Futuroscope |
| 131-136 | Bigla                              |
| 141-146 | Hitec Products                     |
| 151-156 | Biehler                            |

| Nrs.    | Nationale selecties |
| ------- | ------------------- |
| 161-166 | Nederland           |

## Etappe-overzicht
In het voorjaar van 2019 werden Gennep en Weert voor de komende drie jaar vastgelegd als etappeplaats. In juni werd bekendgemaakt dat de ronde dit jaar zal starten met een proloog op het Tom Dumoulin Bike Park in Sittard. De koninginnenrit zal worden verreden op 6 september van en naar Nijverdal over de Sallandse heuvelrug. Enkele dagen later werd bekend dat de laatste twee etappes van en naar Arnhem en Nijmegen zullen worden verreden.
| etappe | datum | start                                  | finish                                 | profiel    | afstand  | winnaar              | klassementsleider    |
| ------ | ----- | -------------------------------------- | -------------------------------------- | ---------- | -------- | -------------------- | -------------------- |
| P      | 3-9   | Sittard-Geleen, Tom Dumoulin Bike Park | Sittard-Geleen, Tom Dumoulin Bike Park | Proloog    | 3,8 km   | Annemiek van Vleuten | Annemiek van Vleuten |
| 1e     | 4-9   | Stramproy                              | Weert                                  | Vlakke rit | 123 km   | Lorena Wiebes        | Annemiek van Vleuten |
| 2e     | 5-9   | Gennep                                 | Gennep                                 | Vlakke rit | 113,7 km | Lorena Wiebes        | Lorena Wiebes        |
| 3e     | 6-9   | Nijverdal                              | Nijverdal                              | Heuvelrit  | 156,8 km | Lisa Klein           | Lisa Klein           |
| 4e     | 7-9   | Arnhem                                 | Nijmegen                               | Vlakke rit | 135,6 km | Franziska Koch       | Christine Majerus    |
| 5e     | 8-9   | Nijmegen                               | Arnhem                                 | Vlakke rit | 158,8 km | Chiara Consonni      | Christine Majerus    |

## Etappe-uitslagen

### Proloog

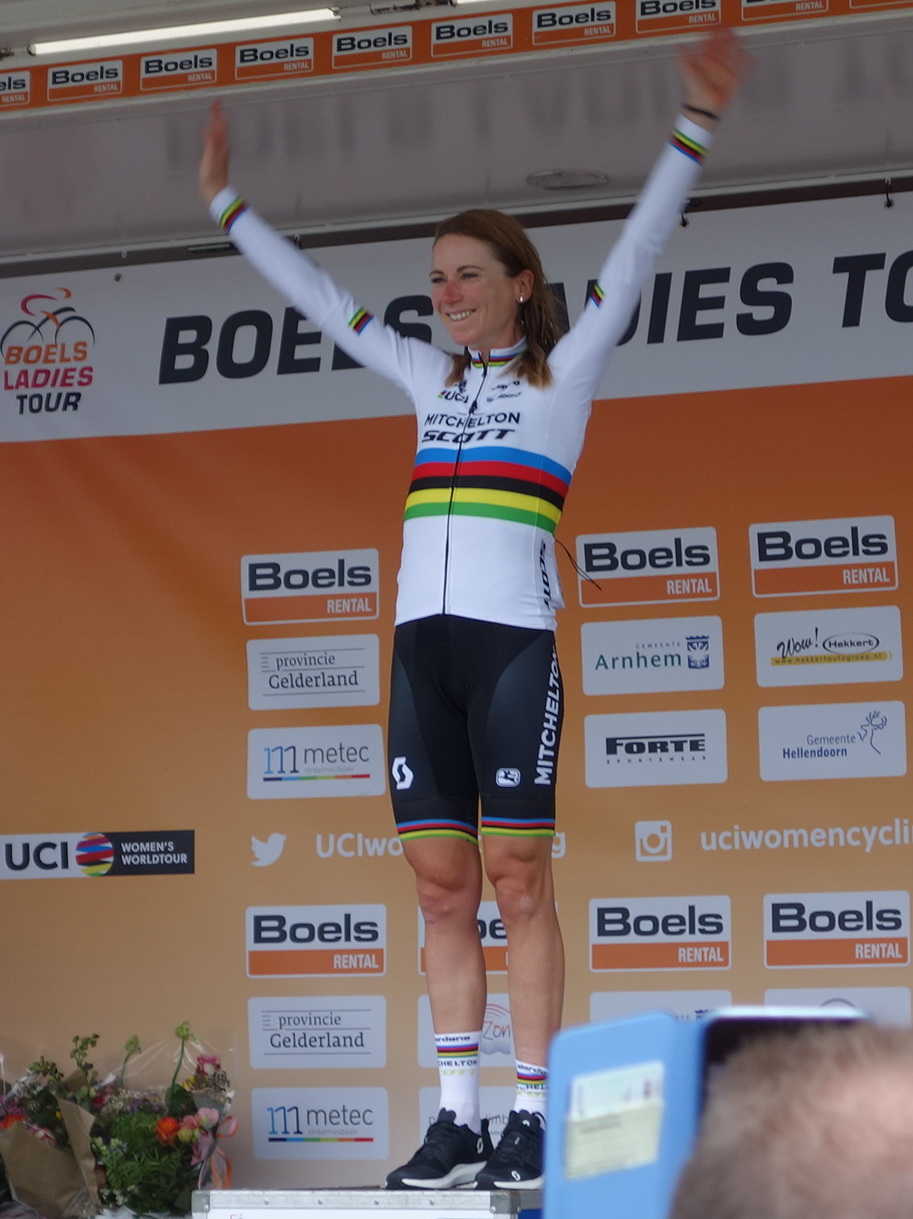
Annemiek van Vleuten won de proloog.

| Dinsdag 3 september: Sittard-Geleen, Tom Dumoulin Bike Park (3,8 km) |                      |                  |       |
| Plaats                                                               | Naam                 | Ploeg            | Tijd  |
| Winnaar                                                              | Annemiek van Vleuten | Mitchelton-Scott | 5'04" |
| 2                                                                    | Lisa Klein           | Canyon-SRAM      | + 6"  |
| 3                                                                    | Lucinda Brand        | Team Sunweb      | + 7"  |
| 4                                                                    | Letizia Paternoster  | Trek-Segafredo   | + 9"  |
| 5                                                                    | Lisa Brennauer       | WNT-Rotor        | z.t.  |
| 6                                                                    | Anna van der Breggen | Boels Dolmans    | z.t.  |
| 7                                                                    | Leah Kirchmann       | Team Sunweb      | + 10" |
| 8                                                                    | Christine Majerus    | Boels Dolmans    | + 11" |
| 9                                                                    | Amy Pieters          | Boels Dolmans    | z.t.  |
| 10                                                                   | Leah Thomas          | Bigla            | z.t.  |

### 1e etappe

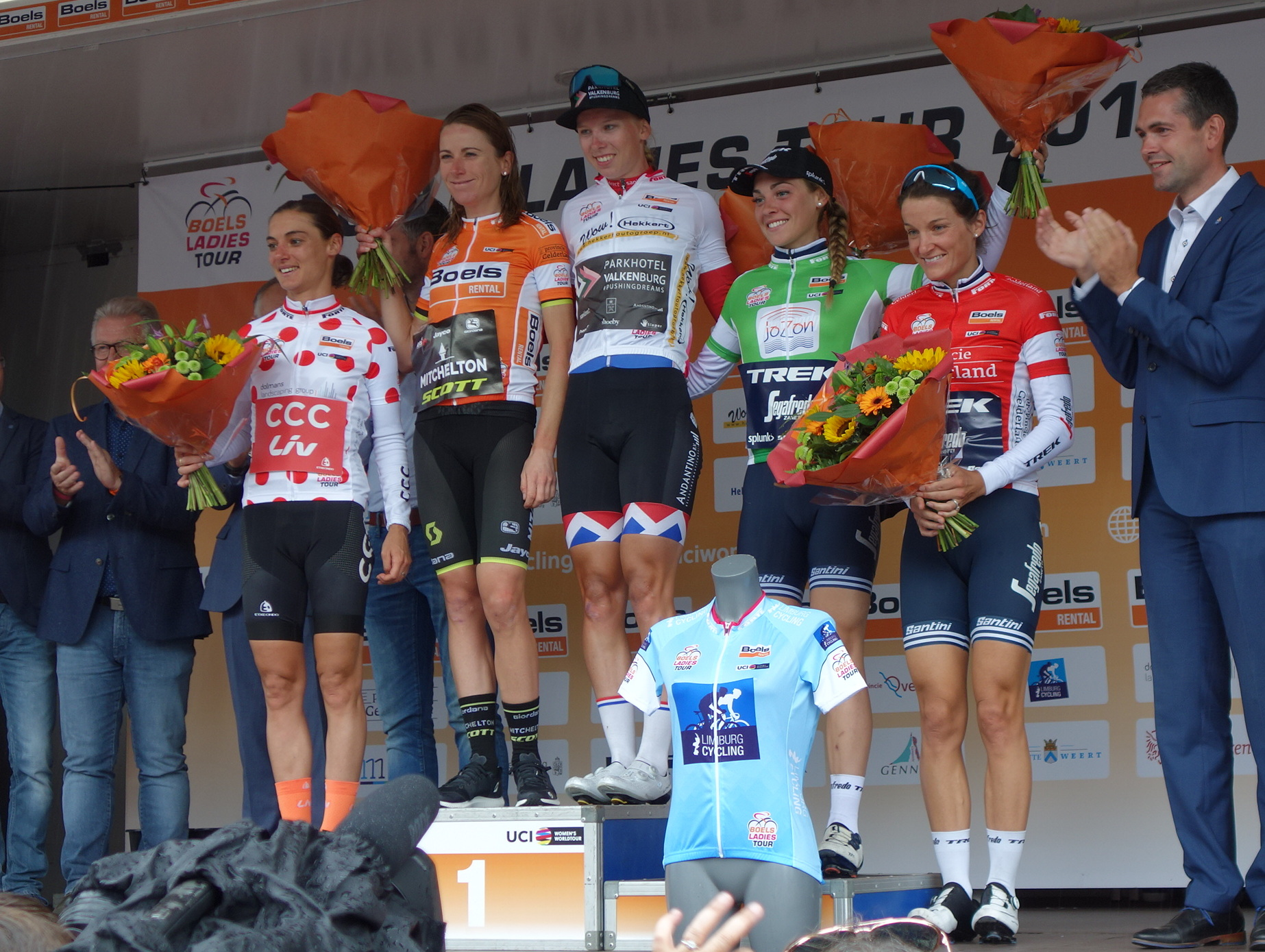
Alle truidragers na de eerste etappe.

| Woensdag 4 september: Stramproy - Weert (123 km) |                     |                      |          |
| Plaats                                           | Naam                | Ploeg                | Tijd     |
| Winnaar                                          | Lorena Wiebes       | Parkhotel Valkenburg | 2u59'02" |
| 2                                                | Kirsten Wild        | WNT-Rotor            | z.t.     |
| 3                                                | Letizia Paternoster | Trek-Segafredo       | z.t.     |
| 4                                                | Amy Pieters         | Boels Dolmans        | z.t.     |
| 5                                                | Chiara Consonni     | Valcar-Cylance       | z.t.     |
| 6                                                | Barbara Guarischi   | Team Virtu           | z.t.     |
| 7                                                | Roxane Fournier     | Movistar Team        | z.t.     |
| 8                                                | Lonneke Uneken      | Hitec Products       | z.t.     |
| 9                                                | Lucinda Brand       | Team Sunweb          | z.t.     |
| 10                                               | Lisa Klein          | Canyon-SRAM          | z.t.     |

### 2e etappe

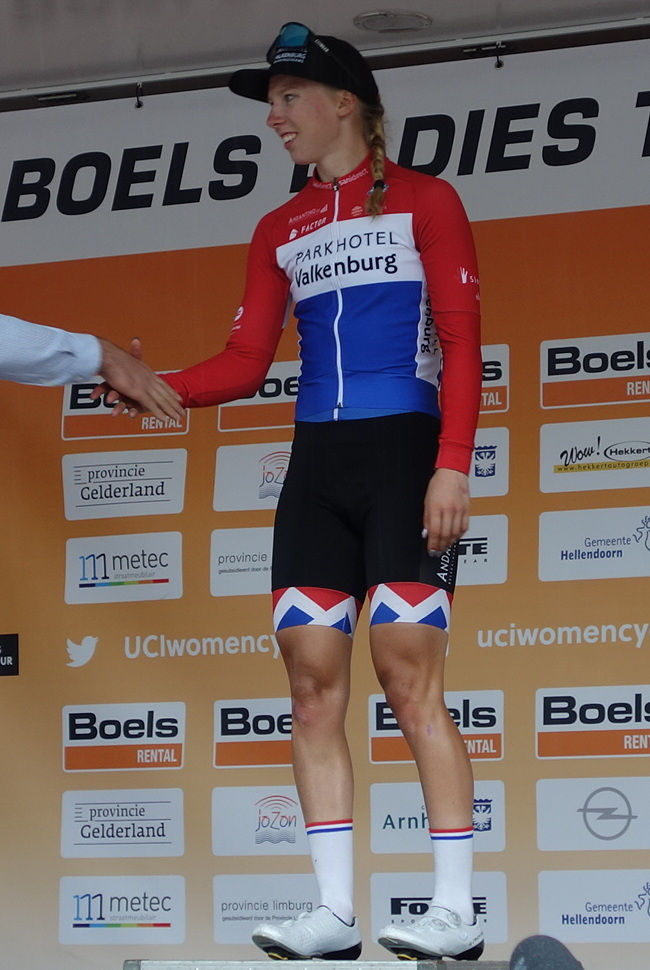
Lorena Wiebes won ook de tweede etappe.

| Donderdag 5 september: Gennep - Gennep (113,7 km) |                     |                      |          |
| Plaats                                            | Naam                | Ploeg                | Tijd     |
| Winnaar                                           | Lorena Wiebes       | Parkhotel Valkenburg | 2u45'09" |
| 2                                                 | Kirsten Wild        | WNT-Rotor            | z.t.     |
| 3                                                 | Lucinda Brand       | Team Sunweb          | z.t.     |
| 4                                                 | Amy Pieters         | Boels Dolmans        | z.t.     |
| 5                                                 | Elisa Balsamo       | Valcar-Cylance       | z.t.     |
| 6                                                 | Roxane Fournier     | Movistar Team        | z.t.     |
| 7                                                 | Emma Norsgaard      | Bigla                | z.t.     |
| 8                                                 | Letizia Paternoster | Trek-Segafredo       | z.t.     |
| 9                                                 | Barbara Guarischi   | Team Virtu           | z.t.     |
| 10                                                | Lonneke Uneken      | Hitec Products       | z.t.     |

### 3e etappe

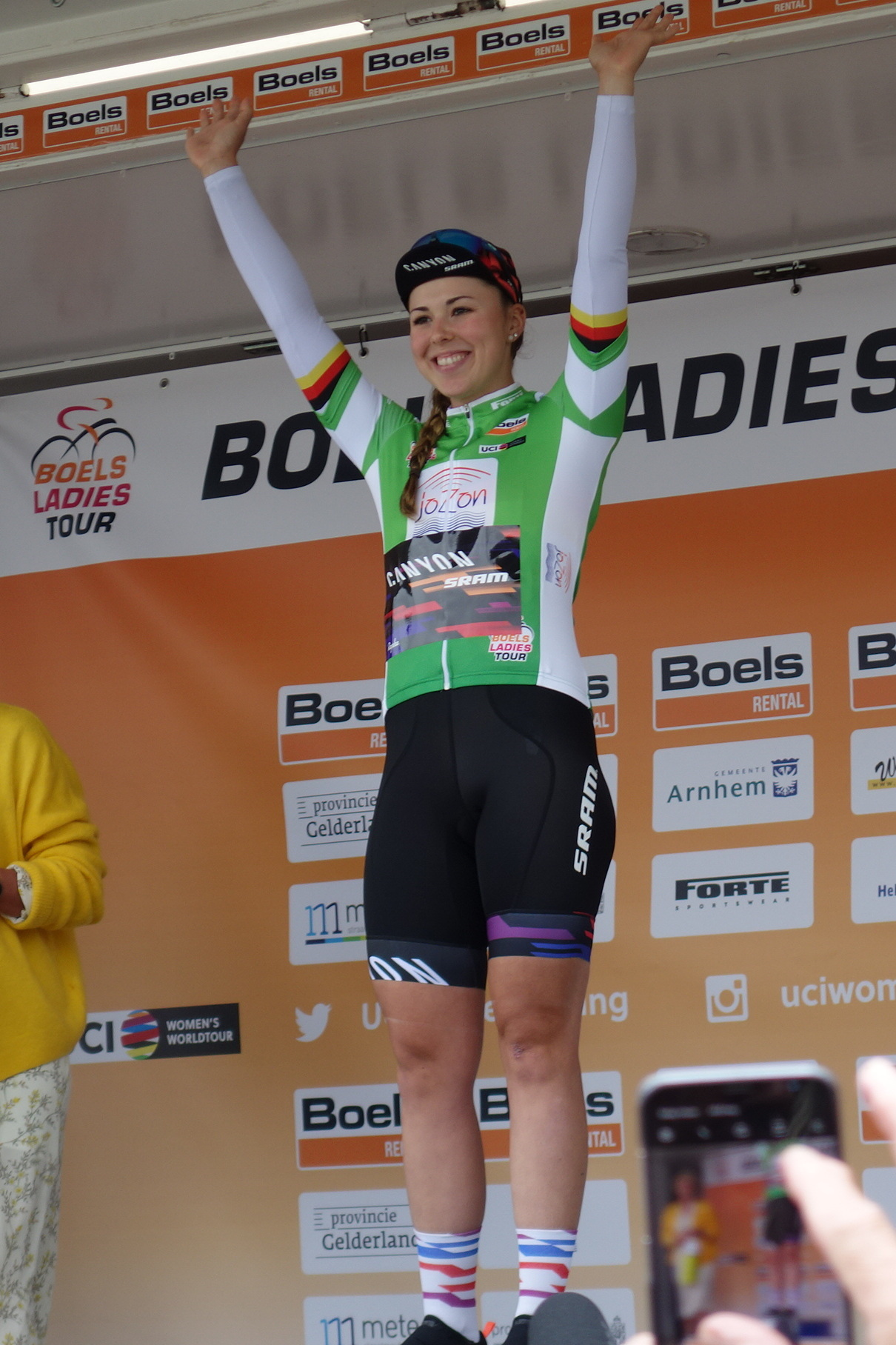
Lisa Klein won de derde etappe.

| Vrijdag 6 september: Nijverdal - Nijverdal (156,8 km) |                   |                      |          |
| Plaats                                                | Naam              | Ploeg                | Tijd     |
| Winnaar                                               | Lisa Klein        | Canyon-SRAM          | 4u00'56" |
| 2                                                     | Amy Pieters       | Boels Dolmans        | z.t.     |
| 3                                                     | Lizzie Deignan    | Trek-Segafredo       | z.t.     |
| 4                                                     | Amanda Spratt     | Mitchelton-Scott     | z.t.     |
| 5                                                     | Lorena Wiebes     | Parkhotel Valkenburg | + 9"     |
| 6                                                     | Marta Bastianelli | Team Virtu           | z.t.     |
| 7                                                     | Lucinda Brand     | Team Sunweb          | z.t.     |
| 8                                                     | Christine Majerus | Boels Dolmans        | z.t.     |
| 9                                                     | Emma Norsgaard    | Bigla                | z.t.     |
| 10                                                    | Elisa Balsamo     | Valcar-Cylance       | z.t.     |

### 4e etappe
| Zaterdag 7 september: Arnhem - Nijmegen (135,6 km) |                   |                                    |          |
| Plaats                                             | Naam              | Ploeg                              | Tijd     |
| Winnaar                                            | Franziska Koch    | Team Sunweb                        | 3u14'33" |
| 2                                                  | Christine Majerus | Boels Dolmans                      | z.t.     |
| 3                                                  | Riejanne Markus   | CCC-Liv                            | + 2"     |
| 4                                                  | Lizzie Banks      | Bigla                              | + 44"    |
| 5                                                  | Lorena Wiebes     | Parkhotel Valkenburg               | z.t.     |
| 6                                                  | Lonneke Uneken    | Hitec Products                     | z.t.     |
| 7                                                  | Alison Jackson    | Team Tibco                         | z.t.     |
| 8                                                  | Eugénie Duval     | FDJ Nouvelle-Aquitaine Futuroscope | z.t.     |
| 9                                                  | Leah Thomas       | Bigla                              | z.t.     |
| 10                                                 | Floortje Mackaij  | Team Sunweb                        | z.t.     |

### 5e etappe
| Zondag 8 september: Nijmegen - Arnhem (158,8 km) |                   |                                    |          |
| Plaats                                           | Naam              | Ploeg                              | Tijd     |
| Winnaar                                          | Chiara Consonni   | Valcar-Cylance                     | 3u57'48" |
| 2                                                | Lorena Wiebes     | Parkhotel Valkenburg               | z.t.     |
| 3                                                | Lucinda Brand     | Team Sunweb                        | z.t.     |
| 4                                                | Marta Bastianelli | Team Virtu                         | z.t.     |
| 5                                                | Eugénie Duval     | FDJ Nouvelle-Aquitaine Futuroscope | z.t.     |
| 6                                                | Lisa Brennauer    | WNT-Rotor                          | z.t.     |
| 7                                                | Floortje Mackaij  | Team Sunweb                        | z.t.     |
| 8                                                | Lisa Klein        | Canyon-SRAM                        | z.t.     |
| 9                                                | Alison Jackson    | Team Tibco                         | z.t.     |
| 10                                               | Christine Majerus | Boels Dolmans                      | z.t.     |

## Eindklassementen

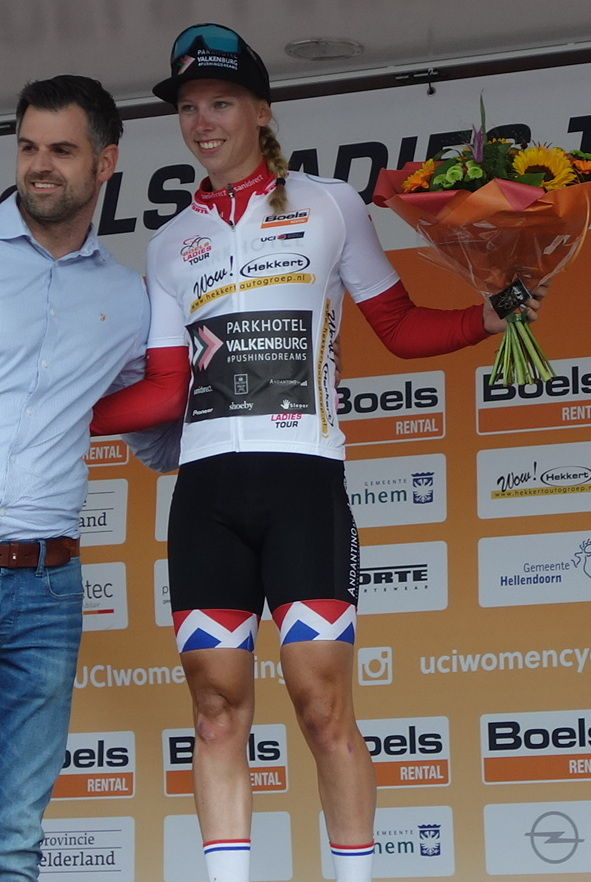
Lorena Wiebes won twee etappes, de groene en de witte trui.

### Algemeen klassement
| Plaats      | Naam                 | Ploeg                | Tijd      |
| ----------- | -------------------- | -------------------- | --------- |
| Oranje trui | Christine Majerus    | Boels Dolmans        | 17u01'17" |
| 2           | Lorena Wiebes        | Parkhotel Valkenburg | + 26"     |
| 3           | Lisa Klein           | Canyon-SRAM          | + 30"     |
| 4           | Lucinda Brand        | Team Sunweb          | + 34"     |
| 5           | Amy Pieters          | Boels Dolmans        | + 35"     |
| 6           | Annemiek van Vleuten | Mitchelton-Scott     | + 42"     |
| 7           | Lizzie Deignan       | Trek-Segafredo       | + 47"     |
| 8           | Lisa Brennauer       | WNT-Rotor            | + 49"     |
| 9           | Anna van der Breggen | Boels Dolmans        | + 52"     |
| 10          | Leah Thomas          | Bigla                | + 54"     |

### Puntenklassement
| Plaats      | Naam          | Ploeg                | Punten |
| ----------- | ------------- | -------------------- | ------ |
| Groene trui | Lorena Wiebes | Parkhotel Valkenburg | 93     |
| 2           | Lucinda Brand | Team Sunweb          | 67     |
| 3           | Lisa Klein    | Canyon-SRAM          | 65     |

### Bergklassement

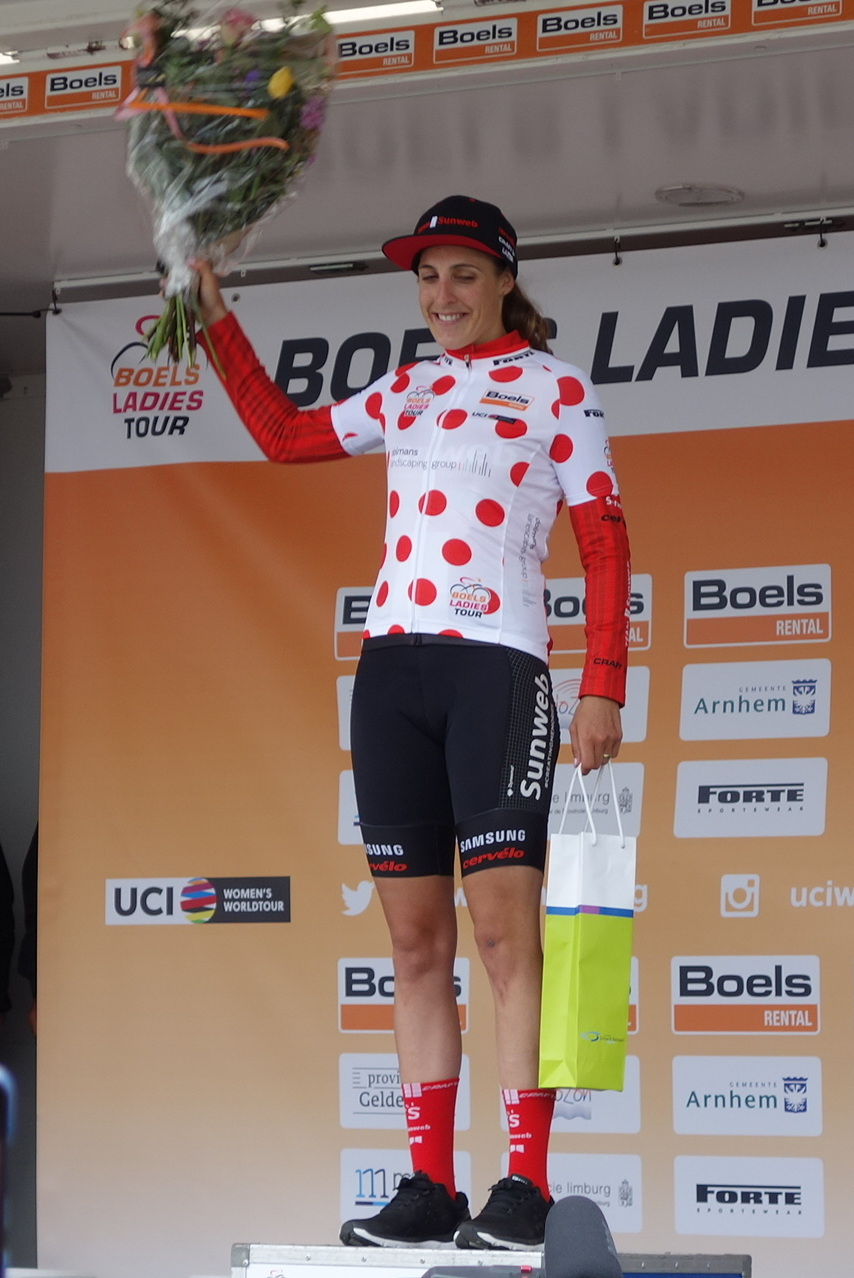
Lucinda Brand in de bolletjestrui.

| Plaats        | Naam                   | Ploeg         | Punten |
| ------------- | ---------------------- | ------------- | ------ |
| Bolletjestrui | Lucinda Brand          | Team Sunweb   | 8      |
| 2             | Christine Majerus      | Boels Dolmans | 6      |
| 3             | Ashleigh Moolman-Pasio | CCC-Liv       | 5      |

### Jongerenklassement
| Plaats     | Naam           | Ploeg                | Tijd       |
| ---------- | -------------- | -------------------- | ---------- |
| Witte trui | Lorena Wiebes  | Parkhotel Valkenburg | 17u'01'43" |
| 2          | Elisa Balsamo  | Valcar-Cylance       | + 1'22"    |
| 3          | Franziska Koch | Team Sunweb          | + 1'30"    |

### Tussensprints
| Plaats      | Naam                   | Ploeg      | Punten |
| ----------- | ---------------------- | ---------- | ------ |
| Blauwe trui | Kirsten Wild           | WNT-Rotor  | 12     |
| 2           | Alison Jackson         | Team Tibco | 6      |
| 3           | Ashleigh Moolman-Pasio | CCC-Liv    | 4      |

## Klassementsleiders na elke etappe
| Rit            | Winnares             | Algemeen klassement  | Puntenklassement    | Bergklassement    | Tussensprints    | Beste jongere       | Strijdlustigste     | Ploegenklassement |
| -------------- | -------------------- | -------------------- | ------------------- | ----------------- | ---------------- | ------------------- | ------------------- | ----------------- |
| P.             | Annemiek van Vleuten | Annemiek van Vleuten | Lisa Klein          | Lucinda Brand     | Lisa Brennauer   | Letizia Paternoster | Leah Thomas         | Sunweb            |
| 1e             | Lorena Wiebes        | Annemiek van Vleuten | Letizia Paternoster | Ashleigh Moolman  | Ashleigh Moolman | Lorena Wiebes       | Lizzie Deignan      | Sunweb            |
| 2e             | Lorena Wiebes        | Lorena Wiebes        | Lorena Wiebes       | Kirsten Wild      | Kirsten Wild     | Lorena Wiebes       | Quinty Ton          | Sunweb            |
| 3e             | Lisa Klein           | Lisa Klein           | Lorena Wiebes       | Alena Amialiusik  | Kirsten Wild     | Lorena Wiebes       | Amalie Dideriksen   | Boels Dolmans     |
| 4e             | Franziska Koch       | Christine Majerus    | Lorena Wiebes       | Christine Majerus | Kirsten Wild     | Lorena Wiebes       | Riejanne Markus     | Boels Dolmans     |
| 5e             | Chiara Consonni      | Christine Majerus    | Lorena Wiebes       | Lucinda Brand     | Kirsten Wild     | Lorena Wiebes       | Malgorzata Jasinska | Boels Dolmans     |
| Eindklassement | Eindklassement       | Christine Majerus    | Lorena Wiebes       | Lucinda Brand     | Kirsten Wild     | Lorena Wiebes       | geen eindklassement | Boels Dolmans     |